# Гузељ Јахина
Гузељ Шамиљева Јахина (рус. Гузель Шамильевна Яхина, 1. јун 1977. Казањ) је руска књижевница и сценаристкиња, татарског порекла. Добитница је књижевних награда Велика књига и Јасна Пољана.

## Биографија
Гузељ Јахина рођена је у Казању 1. јуна 1977. године. Њена мајка је лекар,а отац инжењер. Код куће је говорила татарски, а руски језик научила тек након што је кренула у вртић.
Студирала је на Одељењу за стране језике на Татарском државном универзитету за хуманистичке и образовне науке. Преселила се у Москву 1999. године. Дипломирала је драматургију на Московској школи филма 2015. године.

## Књижевна каријера
Гузељ Јахина је радила у односима с јавношћу и адвертајзингу. Своју списатељску каријеру започела је објављивањем прича у часописима Нева и Октобар. Делови њеног дебитантског романа Зулејха отвара очи појавили су се у часопису Сиберске ватре.
Јахинин дебитантски роман заснован је на искуствима њене баке Татарке. Тридесетих година 20. века, као део програма раскулучавања, Совјети су насилно преселили многе Татаре из европског дела Русије у Сибир. Међу њима је била и њена бака. Била је прогнана у младости и могла је да се врати кући тек шеснаест година касније. Роман описује искуства Зулејхе, татарске сељанке. Њен супруг се одупрао раскулучавању и зато су га убили. Зулејха је пребачена у Сибир и остављена на удаљеном месту на реци Ангари са мало средстава за преживљавање. Зулејха је морала да превазиђе тешке услове, да изгради односе са другим прогнаницима и да створи нови идентитет и разлоге за живот. Јахина је причу у почетку написала као сценарио, а касније га је проширила у роман. Пре него што је прихваћен за објављивање, роман је одбацило више издавача.
Филмска компанија Русскоие је 2019. године снимила серију од 8 епизода засновану на роману Зулејха отвара очи за ТВ канал Руссиа 1.
Други роман Деца Волге објављен је 2018. године. У њему пише о животу совјетских Немаца на Волги од 1918. до краја тридесетих, кроз перспективу Баха, наставника немачког језика и писца бајки.
У марту 2021. године објављен је њен трећи роман Возом за Самарканд (рус. Эшелон на Самарканд).

### Кратке приче
- Лептир (Мотылек) часопис Нева 2014.
- Пушка (Винтовка) часопис Октябрь 2015.

### Сценарији
- Поклон  (Подарок), 2016[9]

### Романи
- Зулејха отвара очи (2015)
- Деца Волге (2018)
- Возом за Самарканд (2021)[10]

## Награде
- 2015 — Добитник награде за Књига године за роман Зулејха отвара очи [11]
- 2015 — Добитник награде Јасна Пољана за роман Зулејха отвара очи[1]
- 2015 — Добитник награде Велика књига за роман Зулејха отвара очи[12][13] [14]
- 2016 — Добитник награде Сирано
- 2017 — Добитник награде француског часописа Transfuge[15]
- 2017 — Добитник Награде читаоца за роман Зулејха отвара очи
- 2018 — Добитник награде пројекта „Сноб“ „Сделано в России“ за роман Деца Волге[16]
- 2019 — 3. награда Велика књига за роман Деца Волге[17]
- 2019 — Добитник „Велике награде Иво Андрић“ за роман Деца Волге[18]